# Paratylenchus bukowinensis
Paratylenchus bukowinensis är en rundmaskart. Paratylenchus bukowinensis ingår i släktet Paratylenchus och familjen Criconematidae. Inga underarter finns listade i Catalogue of Life.